# Boissei-la-Lande
Boissei-la-Lande är en kommun i departementet Orne i regionen Normandie i nordvästra Frankrike. Kommunen ligger i kantonen Mortrée som tillhör arrondissementet Argentan. År 2022 hade Boissei-la-Lande 109 invånare.

## Befolkningsutveckling
Antalet invånare i kommunen Boissei-la-Lande
| Referens: INSEE |